# 路易三世·德·蒙龐西耶
路易三世·德·蒙龐西耶（法語：Louis III de Montpensier，1513年6月10日—1582年9月23日），蒙龐西耶公爵，屬於波旁家族的蒙龐西耶系。
路易的妻子是賈桂琳·德·隆維，法王法蘭索瓦一世一位異母姊的女兒。他們在1538年結婚，六個孩子中的長子法蘭索瓦·德·蒙龐西耶繼位為蒙龐西耶公爵。